# Tribunale dei ministri
Il tribunale dei ministri, nell'ordinamento giudiziario italiano, è una sezione specializzata del tribunale ordinario competente per i reati commessi dal Presidente del Consiglio dei ministri e dai ministri nell'esercizio delle loro funzioni (i cosiddetti reati ministeriali).

## Disciplina
La materia è attualmente regolata dalla legge costituzionale 16 gennaio 1989, n. 1. La norma ha modificato, tra gli altri, l'art. 96 della Costituzione il quale, in precedenza, prevedeva che per i reati commessi dai membri del governo, il Presidente del Consiglio dei ministri e i ministri stessi potessero essere messi in stato d'accusa dal Parlamento in seduta comune e giudicati dalla Corte costituzionale in una speciale composizione.
Ora lo stesso articolo prevede che:
Queste ultime norme sono contenute nella stessa legge costituzionale 16 gennaio 1989, n. 1; la stessa norma prevede che i ministri non siano processabili per reati ministeriali commessi nell'esercizio delle proprie funzioni, a meno che la Camera di competenza lo consenta. Essa infatti può:
(legge costituzionale n. 1/1989, art. 9)

## Struttura
Presso il tribunale ordinario del capoluogo del distretto di Corte d'Appello è istituito un collegio composto di tre membri effettivi e tre supplenti, estratti a sorte tra tutti i magistrati in servizio nei tribunali del distretto che abbiano da almeno cinque anni la qualifica di magistrato di tribunale o qualifica superiore. Il collegio, comunemente noto come tribunale dei ministri anche se la legge non usa mai questa espressione, è presieduto dal magistrato con funzioni più elevate, o, in caso di parità di funzioni, da quello più anziano d'età. Il collegio si rinnova ogni due anni ed è immediatamente integrato in caso di cessazione o di impedimento grave di uno o più dei suoi componenti. Alla scadenza del biennio, per i procedimenti non definiti, è prorogata la funzione fino alla definizione del procedimento.
Il tribunale dei ministri è competente per tutti i reati ministeriali commessi nel distretto ove è istituito.

## Procedimento
I rapporti, i referti e le denunzie per i reati ministeriali sono trasmessi al procuratore della Repubblica presso il tribunale del capoluogo del distretto di corte d'appello competente per territorio, il quale, senza compiere nessun tipo di indagine, deve entro quindici giorni trasmettere gli atti al tribunale dei ministri e darne immediata comunicazione ai soggetti interessati, affinché possano presentare memorie o chiedere di essere ascoltati.
Ricevuti gli atti, il tribunale dei ministri entro novanta giorni, compiute indagini preliminari e sentito il pubblico ministero, può decidere l'archiviazione – nel qual caso il decreto non è impugnabile (il procuratore della Repubblica può solo chiedere al collegio di svolgere ulteriori indagini, precisandone i motivi; il collegio decide nei sessanta giorni successivi) – oppure la trasmissione degli atti con una relazione motivata al procuratore della Repubblica, affinché chieda l'autorizzazione a procedere ai sensi dell'art. 5 della legge cost. n. 1/1989. L'autorizzazione è chiesta alla camera di appartenenza degli inquisiti, anche se alcuni di loro non sono membri del parlamento. Se gli inquisiti appartengono a camere diverse o nessuno di loro è membro del parlamento, l'autorizzazione è chiesta al Senato. La camera competente – sulla base dell'istruttoria condotta dall'apposita giunta – può negare, a maggioranza assoluta, l'autorizzazione ove reputi, con valutazione insindacabile, che l'inquisito abbia agito per la tutela di un interesse dello Stato costituzionalmente rilevante ovvero per il perseguimento di un preminente interesse pubblico nell'esercizio della funzione di governo.
Il Presidente del Consiglio dei ministri, i ministri, nonché gli altri inquisiti membri del parlamento non possono essere sottoposti a misure limitative della libertà personale, a intercettazioni telefoniche, a sequestro o violazione di corrispondenza ovvero a perquisizioni personali o domiciliari senza l'autorizzazione della camera competente secondo il citato art. 5, salvo che siano colti nell'atto di commettere un delitto per il quale è obbligatorio il mandato o l'ordine di cattura.
Una volta ottenuta l'autorizzazione a procedere, il giudizio di primo grado spetta al tribunale ordinario del capoluogo del distretto di corte d'appello competente per territorio. Non, però, al tribunale dei ministri; anzi, i componenti di quest'ultimo, al momento in cui ha svolto le indagini, non possono partecipare alle ulteriori fasi del procedimento. Per le impugnazioni e gli ulteriori gradi di giudizio si applicano le norme del codice di procedura penale.